# سبائك التنتالوم والتنغستن
سبائك التنتالوم والتنغستن من المعادن المقاومة للصهر، مما يحافظ على خصائصها الكيميائية والفيزيائية في درجات الحرارة العالية. وتتميز بنقطة انصهار عالية ومقاومة التوتر. وخصائص السبيكة النهائية مزيج من الخصائص من العنصرين: التنغستن، العنصر ذي أعلى نقطة انصهار في الجدول الدوري، والتنتالوم الذي يتميز بمقاومة عالية للتآكل.